# Eleccions legislatives luxemburgueses de 2009
Les eleccions legislatives luxemburgueses de 2009 se celebraren el 7 de juny de 2009 a Luxemburg, per a renovar els 60 membres de la Cambra de Diputats. Va vèncer novament el Partit Popular Social Cristià del primer ministre Jean-Claude Juncker, qui ha estat renovat en el càrrec que ocupa ininterrompudament des de 1995.

## Resultats
| ← Eleccions legislatives luxemburgueses, 2009 → |                                                   |      |            |        |            |
| Partit                                          | Partit                                            | %    | Diferència | Escons | Diferència |
|                                                 | Partit Popular Social Cristià (CSV)               | 38.0 | +1.9       | 26     | +2         |
|                                                 | Partit Socialista dels Treballadors (LSAP)        | 21.6 | −1.8       | 13     | −1         |
|                                                 | Partit Democràtic (DP)                            | 15.0 | −1.1       | 9      | −1         |
|                                                 | Els Verds                                         | 11.7 | +0.1       | 7      | ±0         |
|                                                 | Partit Reformista d'Alternativa Democràtica (ADR) | 8.1  | −1.8       | 4      | −1         |
|                                                 | L'Esquerra                                        | 3.3  | +1.4       | 1      | +1         |
|                                                 | Partit Comunista de Luxemburg (KPL)               | 1.5  | +0.6       | 0      | —          |
|                                                 | Llista dels Ciutadans (BL)                        | 0.8  | N/A        | 0      | N/A        |
| Total                                           | Total                                             |      |            | 60     | —          |
| Font: Centre Informatique de l'État             |                                                   |      |            |        |            |

## Resultats per circumscripcions
|        | CSV   | LSAP  | DP    | Verds | ADR   | L'Esquerra | KPL  | BL   |
| ------ | ----- | ----- | ----- | ----- | ----- | ---------- | ---- | ---- |
| Centre | 38,6% | 17,8% | 19,4% | 13,2% | 6,3%  | 3,5%       | 1,1% | 0,0% |
| Est    | 41,5% | 16,2% | 15,4% | 14,2% | 9,5%  | 2,3%       | 1,0% | 0,0% |
| Nord   | 39,6% | 17,4% | 18,2% | 10,8% | 10,3% | 2,0%       | 1,0% | 0,8% |
| Sud    | 35,6% | 28,2% | 10,1% | 10,2% | 7,9%  | 4,1%       | 2,2% | 1,7% |